# Каплон
Каплон (фр. Caplong) насеље је и општина у југозападној Француској у региону Аквитанија, у департману Жиронда која припада префектури Либурн.
По подацима из 2011. године у општини је живело 235 становника, а густина насељености је износила 25,35 становника/km². Општина се простире на површини од 9,27 km². Налази се на средњој надморској висини од 76 метара (максималној 118 m, а минималној 43 m).

## Демографија
| 1962. | 1968. | 1975. | 1982. | 1990. | 1999. | 2011. |
| ----- | ----- | ----- | ----- | ----- | ----- | ----- |
| 197   | 246   | 196   | 184   | 188   | 204   | 235   |

График промене броја становника у току последњих година